# Bergia pusilla
Bergia pusilla là một loài thực vật có hoa trong họ Elatinaceae. Loài này được Benth. mô tả khoa học đầu tiên năm 1863.